# Amnon Lipkin-Šachak
Amnon Lipkin-Šachak (hebrejsky אמנון ליפקין-שחק‎, ‎18. března 1944, Tel Aviv – 19. prosince 2012, Jeruzalém) byl izraelský politik a generál. V letech 1999 až 2001 zastával ve vládě Ehuda Baraka post ministra turismu a téže vládě posléze v letech 2000 až 2001 rovněž post ministra dopravy. Před vstupem do politiky sloužil 36 let v armádě, kde stál nejprve v čele centrálního armádního velitelství (1983–1986), posléze působil jako náčelník vojenské rozvědky (1986–1991) a nakonec jako náčelník generálního štábu (1995–1998).

## Život
Narodil se v Tel Avivu ještě za dob britské mandátní Palestiny. Vojenskou službu začal jako mladík na vojenské škole v Haifě. V roce 1962 sloužil jako desátník u parašutistické brigády, později zastával množství jiných funkcí a nakonec se dopracoval až k hodnosti brigádního generála. Během své vojenské kariéry byl dvakrát vyznamenán medailí Za odvahu za službu ve dvou operacích: Inferno v Jordánsku roku 1968, které se zúčastnil v hodnosti kapitána, a Jaro mládí v Bejrútu roku 1973, jíž se zúčastnil v hodnosti podplukovníka. V roce 1983 stanul v čele armádního Centrálního velitelství a o tři roky později se stal velitelem vojenské rozvědky Aman, v jejímž čele stál až do roku 1991. Za vlády Jicchaka Rabina byl coby zástupce náčelníka Generálního štábu účasten vyjednávání s palestinskými Araby.

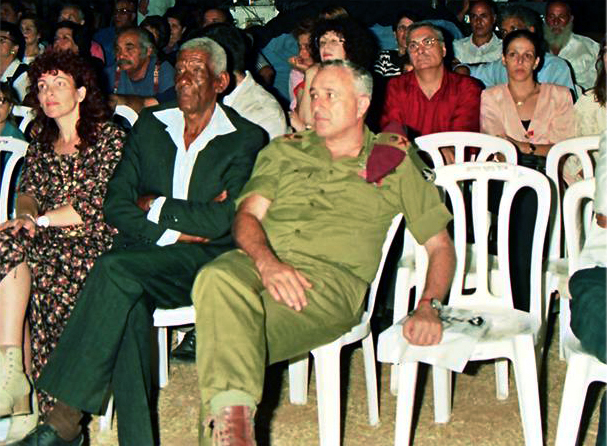
Lipkin-Šachak (uprostřed)

Předtím, než byl v roce 1995 jmenován náčelníkem Generálního štábu, veřejně oznámil, že měl leukemii, ale že se zcela uzdravil. Ve funkci nahradil Ehuda Baraka a ze své nové pozice pokračoval v účasti ve vyjednávání s palestinskými Araby a Syřany, během nichž se setkal se svým syrským protějškem. Většinu svého funkčního období strávil za vlády Benjamina Netanjahua a ministra obrany Jicchaka Mordechaje. Toto období se vyznačovalo střety mezi ním a jeho nadřízenými, a to zejména kvůli rozdílnosti politických názorů a osobní neúctě (Lipnik-Šachak odmítl navrhnout generálmajora Mordechaje jako svého zástupce, což způsobilo to, že Mordechaj odešel z armády do politiky a nakonec se stal Lipnik-Šachakovým protivníkem).
Z armády odešel po 36 letech služby v roce 1998 a ve funkci náčelníka Generálního štábu byl nahrazen Šaulem Mofazem.

### Politická kariéra
V roce 1999 se přidal k nově založené straně Mifleget ha-merkaz (Strana středu) vedené Jicchakem Mordechajem. Za tuto stranu byl zvolen do 15. Knesetu, kde vládu sestavoval Ehud Barak. Lipnik-Šachak se v Barakově vládě stal ministrem turismu a později, po Mordechajově rezignaci, rovněž ministrem dopravy. Krátce poté opustil Stranu středu a vstoupil do strany Derech chadaša (Nová cesta). Lipnik-Šachak odešel z Knesetu poté, co Barak neuspěl při pokusu o znovuzvolení premiérem v roce 2001 (byl nahrazen Arielem Šaronem) a byl nahrazen Davidem Magenem.
Zemřel na rakovinu 19. prosince 2012 v nemocnici Hadasa v Jeruzalémě a byl pohřben na vojenském hřbitově Kirjat Ša'ul v Tel Avivu. Byl ženatý a měl šest dětí. Měl bakalářský titul z historie na Telavivské univerzitě.